# Sepsis fulgens
Sepsis fulgens är en tvåvingeart som beskrevs av Johann Wilhelm Meigen 1826. Sepsis fulgens ingår i släktet Sepsis och familjen svängflugor. Arten är reproducerande i Sverige. Inga underarter finns listade i Catalogue of Life.

## Bildgalleri

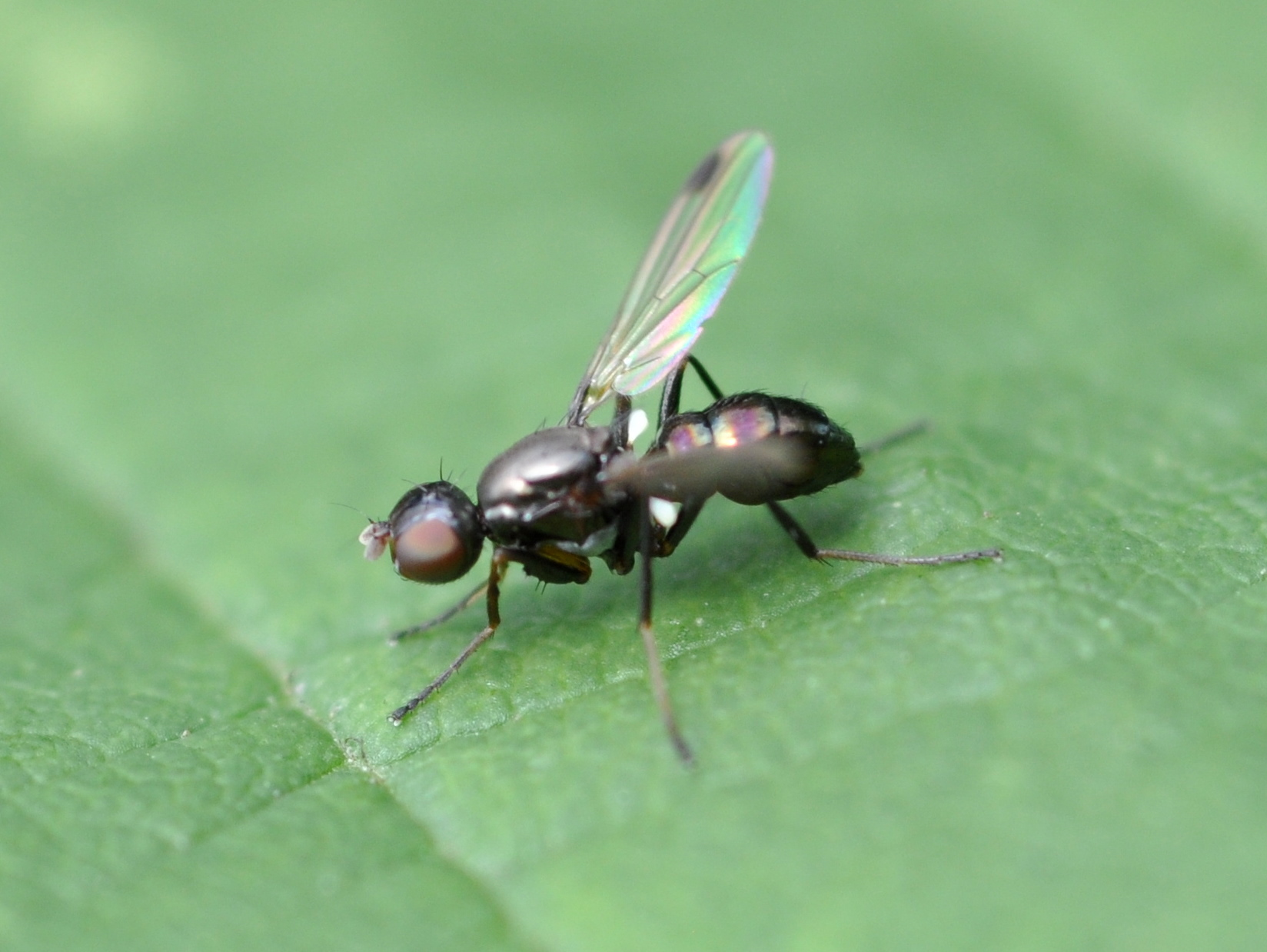
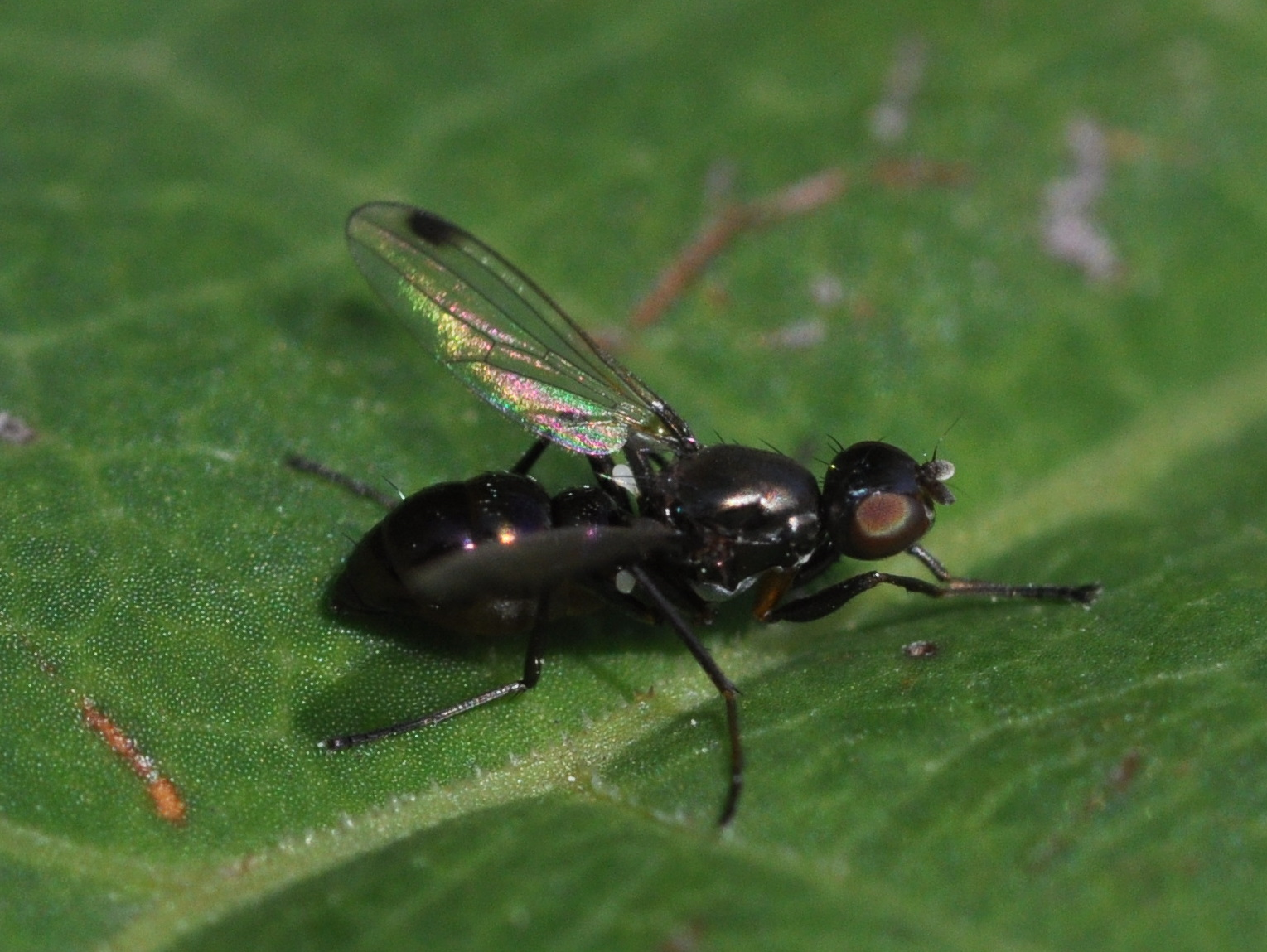
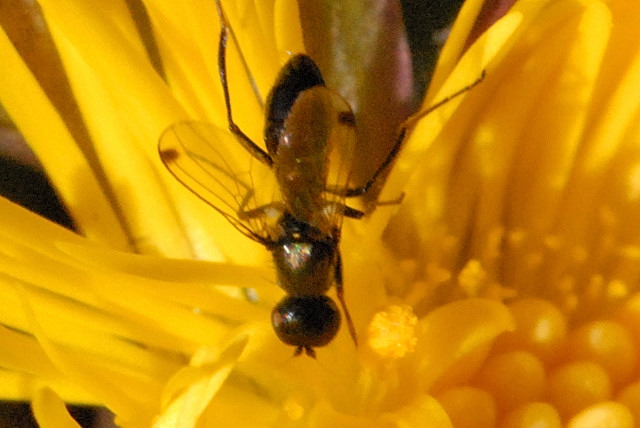
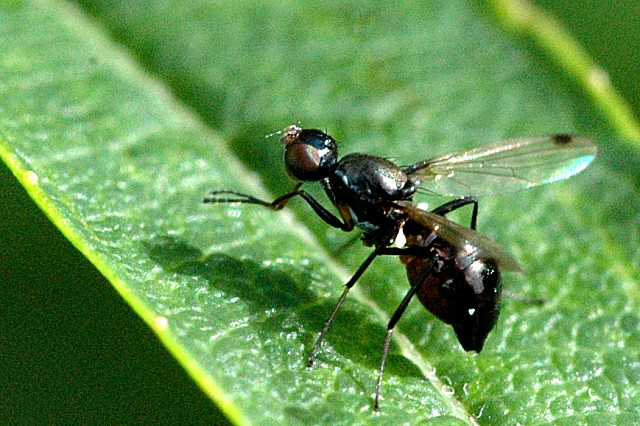
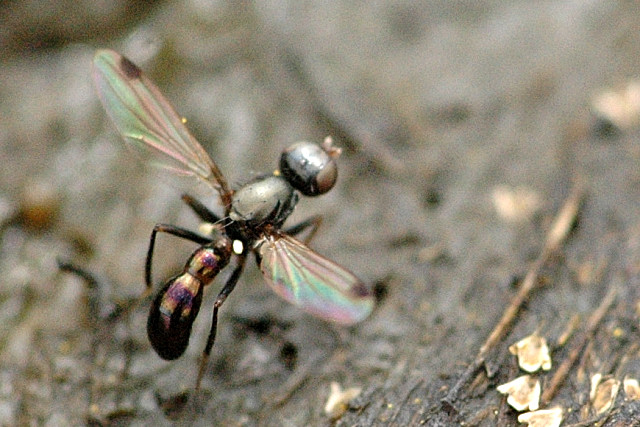
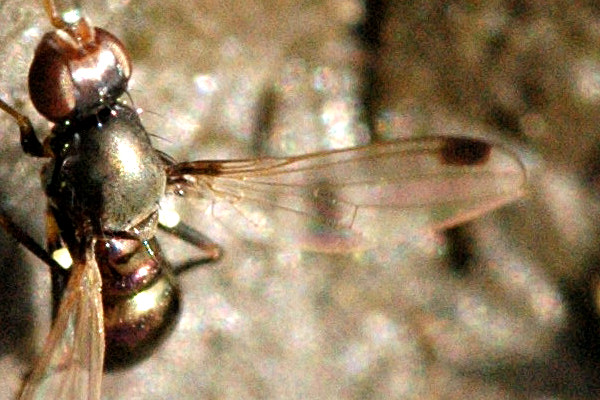